# Москвін Василь Арсентійович
Василь Арсентійович Москвін (7 (20) грудня 1910 , Абаза, Єнісейська губернія  — 7 жовтня 1969 , Курган ) — радянський державний діяч, 1-й секретар Томського обласного комітету КПРС, голова Кемеровського облвиконкому. Член ЦК КПРС у 1952—1961 роках. Депутат Верховної Ради РРФСР 2-го скликання. Депутат Верховної Ради СРСР 3—5-го скликань.

## Життєпис
Народився в робітничій родині в селищі Мінусинського заводу Мінусинського повіту Єнісейської губернії, тепер місто Абаза, Хакасія, Російська Федерація. 
У 1922—1926 роках працював візником вугілля на Абаканському залізоробному заводі.
У 1926 разом з батьками переїхав до селища Гур'євського металургійного заводу, де закінчив фабрично-заводську семирічку. Працював на будівництві залізничної гілки Гур'євськ — Бєлово.
У 1929—1932 роках — учень Кузнецького відділення Щегловського індустріального технікуму, технік-металург із мартенівської спеціальності.
Член ВКП(б) з 1932 року.
У 1932—1933 роках — лаборант, завідувач лабораторії технічного аналізу Кузнецького металургійного комбінату.
У 1933—1937 роках — викладач курсу загальної металургії, завідувач навчальної частини Кузнецького металургійного технікуму міста Сталінська Новосибірської області.
У 1937—1939 роках — інструктор, завідувач відділу пропаганди і агітації Сталінського міського комітету ВКП(б) Новосибірської області.
У 1939—1940 роках — 2-й секретар Сталінського міського комітету ВКП(б) Новосибірської області.
У лютому 1940—1941 роках — партійний організатор ЦК ВКП(б) Кузнецького металургійного комбінату Новосибірської області.
У 1941—1946 роках — 1-й секретар Сталінського міського комітету ВКП(б) Новосибірської (Кемеровської) області.
У 1946 — 11 січня 1948 року — 1-й заступник голови виконавчого комітету Кемеровської обласної ради депутатів трудящих.
11 січня 1948 — 13 вересня 1950 року — голова виконавчого комітету Кемеровської обласної ради депутатів трудящих.
У травні 1950 — червні 1951 року — слухач Курсів перепідготовки перших секретарів обкомів, крайкомів ВКП(б), голів облвиконкомів при ЦК ВКП(б).
У червні — грудні 1951 року — інспектор ЦК ВКП(б).
6 грудня 1951 — 15 травня 1959 року — 1-й секретар Томського обласного комітету ВКП(б) (КПРС).
У 1959—1961 роках — секретар Курганського обласного комітету КПРС.
З 1961 року — персональний пенсіонер союзного значення в місті Кургані. Член партійної комісії при Курганському обласному комітеті КПРС.
Помер 7 жовтня 1969 року в місті Кургані.

## Нагороди
- орден Леніна (1943)
- орден Вітчизняної війни І с. (13.09.1945)
- орден Трудового Червоного Прапора (2.07.1957)
- орден Червоної Зірки (31.03.1945)
- чотири ордени «Знак Пошани» (1941, 1950,)
- медаль «За трудову доблесть»
- медалі